# Alsodes monticola
Alsodes monticola là một loài ếch thuộc họ Leptodactylidae.
Đây là loài đặc hữu của Chile.